# Șoarș
Șoarș is een Roemeense gemeente in het district Brașov.
Șoarș telt 1860 inwoners.